# كوكو تايلور
كوكو تايلور (بالإنجليزية: Koko Taylor)‏ هي ملحنة وموسيقية ومغنية أمريكية، ولدت في 28 سبتمبر 1928 في ممفيس في الولايات المتحدة، وتوفيت في 3 يونيو 2009 في شيكاغو في الولايات المتحدة.

## وصلات خارجية
- الموقع الرسمي
- كوكو تايلور على موقع IMDb (الإنجليزية)
- كوكو تايلور على موقع الموسوعة البريطانية (الإنجليزية)
- كوكو تايلور على موقع روتن توميتوز (الإنجليزية)
- كوكو تايلور على موقع ميوزك برينز (الإنجليزية)
- كوكو تايلور على موقع إن إن دي بي (الإنجليزية)
- كوكو تايلور على موقع أول ميوزيك (الإنجليزية)
- كوكو تايلور على موقع ديسكوغز (الإنجليزية)
- كوكو تايلور على موقع قاعدة بيانات الفيلم (الإنجليزية)